# Zoí Dimoskhaki
Zoí Dimoskhaki (en grec: Ζωή Δημοσχάκη) (Atenes, 16 de febrer de 1985) és una nedadora grega, ja retirada, especialista en estil lliure.
Va néixer el 16 de febrer de 1985 a la ciutat d'Atenes, capital de Grècia.
Especialista en estil lliure, va participar als 15 anys en els Jocs Olímpics d'Estiu de 2000 realitzats a Sydney (Austràlia), on va finalitzar vint-i-cinquena en els 200 metres lliures. En els Jocs Olímpics d'Estiu de 2004 realitzats a Atenes (Grècia) fou l'encarregada de realitzar el Jurament olímpic per part dels atletes durant la cerimònia inaugural, i posteriorment participà en diverses proves de natació, finalitzant vintena en els 400 m. lliures i vint-i-setena en els 200 metres lliures, així com quinzena en els relleus 4x200 m. lliures.
Al llarg de la seva carrera ha guanyat quatre medalles als Jocs del Mediterrani, entre elles una d'or en els 200 metres lliures.